# Бала де Сус (Мехединци)
Бала де Сус (рум. Bala de Sus) насеље је у Румунији у округу Мехединци у општини Бала. Oпштина се налази на надморској висини од 283 m.

## Становништво
Према подацима из 2002. године у насељу је живело 733 становника, од којих су сви румунске националности.